# Persona 5
Persona 5 (ペルソナ5?, Perusona Faibu) è un videogioco di ruolo giapponese e simulatore sociale del 2016, sviluppato dal P-Studio di Atlus per PlayStation 3 e PlayStation 4, e sesto capitolo principale della serie Persona. Il gioco, la cui uscita era prevista inizialmente per l'inverno 2014, a seguito di numerosi annunci e ritardi è stato pubblicato in Giappone il 15 settembre 2016. Il 4 aprile 2017 è uscita in Nord America una localizzazione in inglese prodotta da Atlus USA, pubblicata anche in Europa e Australia da Deep Silver.
Il gioco riprende molti aspetti ed elementi dai suoi predecessori, in particolare Persona 3 e Persona 4. Inoltre fanno ritorno diverse meccaniche dai primi tre capitoli della serie, tra cui l'utilizzo di armi da fuoco in combattimento (come nel primo Persona) e il negoziare con i nemici, tipico della serie Megami Tensei.
Persona 5 vede tornare gran parte dello staff di Atlus che aveva già lavorato in precedenza a Persona 3 e Persona 4. Tra i nomi di spicco: Katsura Hashino alla direzione, Shigenori Soejima come character designer e Shōji Meguro come compositore della colonna sonora. Questo sarà l'ultimo progetto di Hashino a tema Persona prima di abbandonare il P-Studio.
Il 24 aprile 2019 è stato annunciato ufficialmente Persona 5 Royal, una nuova versione del gioco che, oltre a una maggiore ottimizzazione e migliorie nell'aspetto grafico, aggiunge nuovi personaggi e una nuova porzione di gioco, nuovi eventi e diversi cambiamenti alle meccaniche di combattimento ed esplorazione nei dungeon. Uscito in Giappone il 31 ottobre 2019 e in occidente il 31 marzo 2020, è stato pubblicato in Europa da SEGA, per la prima volta con localizzazione dei testi in italiano, francese, tedesco e spagnolo.

## Trama
Tentando di fermare un'aggressione ai danni di una donna, il protagonista del gioco, un ragazzo sedicenne il cui nome viene scelto dal giocatore (nome canonico: Ren Amamya), viene denunciato e arrestato dalla polizia dopo aver ferito involontariamente il colpevole. A causa di ciò, la sua fedina penale viene macchiata e per questo viene espulso dalla sua vecchia scuola e costretto a trasferirsi a Tokyo per frequentare la Shujin Academy, l'unica scuola disposta ad accettarlo. Il giovane va dunque a vivere nel quartiere di Yongen-Jaya, al caffè Leblanc, gestito da Sōjirō Sakura, conoscente dei suoi genitori, che accetta di prenderlo sotto la sua custodia durante il suo anno di libertà vigilata.
Durante la sua prima notte a Tokyo, il Protagonista, dopo aver tentato di eliminare dal cellulare una strana app che aveva già cancellato in precedenza, si risveglia all’interno della “Stanza di Velluto", una misteriosa stanza “sospesa tra la realtà e il sogno” dalle sembianze di una prigione, in cui si trovano Igor, il padrone della Stanza di Velluto, e le sue assistenti, le guardiane gemelle Justine e Caroline. Igor comunica al giocatore che lui è il “Trickster”, e che presto “comincerà la sua riabilitazione”, dopodiché il protagonista si sveglia.
La mattina dopo, mentre va a scuola, dopo aver cliccato nuovamente sull’app del giorno prima, il Meta-Navi, il Protagonista si ritrova, assieme ad un altro studente della Shujin, Ryūji Sakamoto, in un misterioso e lugubre castello, che appare al posto della loro scuola. I due giovani, addentrandosi all'interno di esso, si imbattono nell'Ombra di Suguru Kamoshida, loro professore della squadra di pallavolo, vestito da re, che ordina alle sue guardie di catturarli e rinchiuderli nelle celle sotterranee. In seguito decide di farli condannare a morte, ma prima che vengano giustiziati il Protagonista risveglia il potere della sua Persona, Arsène, con la quale elimina le Ombre e salva il compagno. I due poi scappano dalla cella e, vagando per il luogo in cerca di un'uscita, si imbattono in Morgana, una creatura parlante con le sembianze di un gatto antropomorfo, il quale afferma di essere un “umano”. Anche Morgana si rivela essere in possesso di una Persona, e spiega ai due ragazzi che il castello in cui si trovano è un Palazzo, un luogo che prende forma dai desideri distorti di una persona. In quel caso si tratta dei desideri di Kamoshida, che considera la Shujin il suo castello, dove lui è il sovrano la cui volontà è assoluta, per cui attua metodi di insegnamento violenti e perpetra continui abusi ai danni dei suoi studenti.
Dopo essere scappati dal Palazzo con l'aiuto di Morgana, il Protagonista e Ryūji (che ha risvegliato a sua volta la sua Persona), in seguito ad un tentato suicidio da parte di una studentessa, Shiho Suzui, decidono di affrontare Kamoshida, accusandolo di essere la causa del gesto estremo della ragazza. Dopo che in risposta il professore minaccia che li avrebbe fatti espellere, come suggerito da Morgana i due decidono di recarsi nel Metaverso, la dimensione alternativa dove si trova il Palazzo, per rubare il Tesoro, la fonte dei desideri distorti di Kamoshida, così da sventare le sue malvagie intenzioni e costringerlo a fare ammenda delle sue malefatte, "risvegliandogli il cuore".
Inoltre, il Protagonista scopre di possedere il Jolly, un potere speciale che gli consente di invocare molteplici Personae. Per tale motivo, viene eletto leader della squadra, col nome in codice di Joker (in quanto, secondo Morgana, questo potere lo rende “il loro asso nella manica”). Inoltre, nella Stanza di Velluto, Igor rivela al Protagonista di poter fondere le Personae per poterne ottenere nuove, molto più potenti di quelle di prima.
A loro si unisce, poi, anche un'altra loro compagna, Ann Takamaki, che risveglia anche lei la sua Persona, per vendicare gli abusi che Kamoshida aveva compiuto contro la sua migliore amica Shiho. Dopo aver rubato il Tesoro del Palazzo, e sconfitto l'Ombra di Kamoshida, questo torna all'interno della sua controparte reale, che in seguito decide di confessare tutti i suoi crimini e di farsi arrestare.
I tre ragazzi e Morgana (che nel mondo reale ha le sembianze di un gatto in tutto e per tutto) decidono quindi di fondare il team dei Ladri Fantasma di Cuori, che si incaricano della missione di contrastare la corruzione della loro società, combattendo coloro che compiono impuniti malefatte ai danni di altre persone. Per fare ciò si infiltrano nei Palazzi e nei Memento, altro luogo dove risiedono le Ombre generato dalla cognizione dell'intera popolazione, per rubare i loro Tesori e costringerli dunque a pentirsi e confessare le proprie azioni. Nel corso del tempo, al team si uniscono altri studenti che risvegliano le loro Personae per aiutare a contrastare le Ombre a capo dei Palazzi: Yūsuke Kitagawa, giovane artista che si unisce al team per esporre il plagio delle opere d'arte e gli abusi contro lui e gli altri pupilli del suo mentore, Ichiryūsai Madarame e la sua Ombra; Makoto Niijima, presidente del consiglio studentesco della Shujin che risveglia il suo potere contro l'Ombra del boss mafioso Junya Kaneshiro; Futaba Sakura, figlia adottiva di Sōjirō, che decide di abbandonare la sua vita da emarginata sociale nella sua stanza, per unirsi ai Ladri Fantasma, ed aiutarli a sconfiggere il gruppo di hacker Medjed; Haru Okumura, che decide di opporsi a suo padre Kunikazu, presidente della catena alimentare "Okumura Foods", e porre fine alle condizioni disumane a cui sottopone i suoi lavoratori. Successivamente si unisce a loro anche Gorō Akechi, giovane detective che dopo aver cercato di contrastarli, ritenendoli fuorilegge nel rubare il "cuore" delle persone, dopo aver scoperto la loro identità, decide di unirsi al gruppo per infiltrarsi nel Palazzo di Sae Niijima, sorella di Makoto e procuratore al servizio del SIU (Unità Investigazioni Speciali), che, ossessionata dal voler catturare il team, aveva fatto in modo di incriminarli anche dei misteriosi casi di raptus e arresti mentali che avevano causato numerose vittime nel corso dell'anno.
Sconfitta l'Ombra di Sae e rubato il suo Tesoro, i Ladri Fantasma si ritrovano, tuttavia, intrappolati nel Palazzo da un'imboscata di un gruppo di numerosi poliziotti. Per permettere ai compagni di scappare, il Protagonista decide di attirare la sicurezza del Palazzo e dei poliziotti solo su di sé, anche se ciò porta al suo arresto. Dopo essere stato portato nella centrale di polizia ed essere stato drogato e sottoposto a numerosi interrogatori violenti, il giovane viene interrogato da Sae, decisa a voler scoprire tutta la verità, pur essendo stata tagliata fuori dalle indagini sui Ladri Fantasma. Durante l'interrogatorio (che si svolge durante l'intero gioco, tramite numerosi flashback) il Protagonista svela alla donna tutti i dettagli intorno ai casi affrontati, spiegando tutte le scoperte fatte sul Metaverso e le azioni compiute all'interno. Nonostante, poi, il giovane respinga l'accordo proposto da Sae di rivelare l'identità degli altri membri del team, in cambio della revoca della sua condanna, la donna decide di credergli e di aiutarlo nei suoi intenti. Il Protagonista, infatti, rivela che il traditore che aveva organizzato l'imboscata dei poliziotti fuori dal Palazzo, in modo che fosse arrestato e portato nella sala interrogatori, è in realtà Akechi, che poco dopo, una volta che Sae abbandona la stanza, irrompe e apparentemente uccide il Protagonista con un colpo di pistola alla testa, che subito dopo pone tra le sue mani, per far sembrare la sua morte un suicidio. Tuttavia, questa si rivela essere una messa in scena architettata dal Protagonista e gli altri Ladri Fantasma, che avevano già scoperto le vere intenzioni di Akechi, e per questo, pur accettando di infiltrarsi nel Palazzo di Sae assieme a lui, avevano solo finto di rubarle il Tesoro, in modo che il Palazzo rimanesse ancora intatto, e potessero attuare il loro piano. Dopo che Sae, seguendo le istruzioni del Protagonista, mostra ad Akechi il suo telefonino (permettendo a Futaba di attivare da remoto il Meta-Navi), egli viene trasportato, a sua insaputa, nella rappresentazione del Palazzo di Giustizia nel Metaverso, e si ritrova quindi ad uccidere in realtà una raffigurazione cognitiva del Protagonista, che nella realtà viene tratto in salvo da Sae e affidato segretamente a Sōjirō. Successivamente, ascoltando tramite una cimice le conversazioni dal telefonino di Akechi, scoprono che è lui il vero responsabile dei numerosi casi di raptus e di arresti mentali.
Inoltre, si scopre che Akechi lavora come braccio destro al servizio di Masayoshi Shidō, un politico che aveva sfruttato il potere del giovane detective per sbarazzarsi di tutti i suoi avversari e oppositori, e perfino dei suoi alleati diventati inutili e scomodi (tra i quali anche il presidente Okumura e il preside della Shujin) e, soprattutto, di Wakaba Isshiki, madre di Futaba, alla quale aveva rubato la ricerca sul Metaverso, appropriandosi delle scoperte fatte della donna sulla "scienza psi-cognitiva" (una scienza paranormale della realtà cognitiva umana), per poter aspirare incontrastato alla nomina come Primo ministro del Giappone. Per tale scopo, inoltre, Shidō, oltre a sfruttare il suo gran potere politico e le sue molteplici e forti influenze, fa in modo di accusare i Ladri Fantasma dei raptus e degli arresti mentali, e tutte le morti causate da questi, per ottenere sempre più consenso tra la gente. Si scopre, tra l'altro, che Shidō è proprio l'uomo che aveva tentato l'aggressione contro la donna e che aveva fatto arrestare il Protagonista. Il giovane, mentre è costretto a smettere di frequentare la scuola e, in generale, mostrarsi in pubblico, si infiltra assieme ai suoi compagni all'interno del Palazzo di Shidō. Qui, dopo essersi assicurati di poter raggiungere il Tesoro, i Ladri Fantasma si scontrano con Akechi, che pur dotato dello straordinario potere di indurre psicosi sulle Ombre e sulle persone, viene alla fine sconfitto; in seguito confessa che Shidō è suo padre e, quindi, il suo unico intento era stato vendicarsi di lui per averlo abbandonato da bambino. Quando scopre che il padre lo ha usato e, tramite una rappresentazione cognitiva, lo vede come una mera marionetta utile solo ad ubbidire a tutto ciò che gli chiedeva, per redimersi decide di sacrificarsi permettendo ai Ladri Fantasma di scappare dall'imboscata della sua controparte cognitiva, ingaggiando con quest'ultima un fatale scontro a fuoco. Successivamente, dunque, i Ladri Fantasma, tramite un video diffuso in tutto il Giappone, respingono le bugie e le calunnie create da Shidō, e rivelano la sua vera identità e tutte le malefatte e i delitti compiuti, assicurando che avrebbero fermato i suoi piani rubandogli il cuore. Il gruppo di giovani porta quindi a termine la missione, sconfiggendo l'Ombra di Shidō, e costringendolo a confessare a tutto il pubblico la verità su tutto ciò che aveva fatto. Contrariamente, però, alle aspettative del gruppo di giovani, la confessione di Shidō non suscita una gran reazione nelle persone, molte delle quali anzi continuano a sostenerlo; oltre a ciò, grazie alle azioni e l'influenza dei complici di Shidō, Sae non riesce ad organizzare un processo contro l'uomo.
Per tale motivo i Ladri Fantasma, durante la Vigilia di Natale, provano come ultima risorsa ad arrivare nelle profondità dei Memento e rubare il Tesoro qui nascosto, per cambiare il cuore dell'intero pubblico. Giunti lì, scoprono che le Ombre di coloro che avevano fatto arrestare e del resto degli abitanti di Tokyo sono imprigionati volontariamente all'interno di celle e prigioni, rinunciando alla libertà sulle proprie vite. Accettando, quindi, di affidare a qualcuno di più potente il proprio destino e la responsabilità delle loro scelte, essi trasformano il Tesoro nel Sacro Graal, un'entità che acquisisce poteri divini e che i Ladri Fantasma non riescono a sconfiggere. Dopo averli battuti e cacciati dai Memento, il Sacro Graal annulla la separazione tra il Metaverso e il mondo reale, che diventa una terra infernale. Gli unici ad accorgersi di ciò sono il gruppo di giovani la cui esistenza, tuttavia, viene rinnegata dalle persone, e per questo ad uno ad uno iniziano a cessare di esistere e spariscono nel nulla.
Subito dopo il Protagonista si risveglia nella Stanza di Velluto dove inizialmente Igor ordina alle sue aiutanti Justine e Caroline di condannarlo a morte per aver fallito la sua "riabilitazione". Dopo che, però, queste si ribellano, recuperano i loro veri ricordi e si ricongiungono nella loro identità originale: Lavenza. Questa rivela che aveva perso i suoi ricordi ed era stata divisa in due da “quello”, che non è il vero Igor, ma un impostore, chiamato Yaldabaoth, la vera identità del Sacro Graal. Yaldabaoth aveva organizzato un piano per decidere le sorti dell'umanità, dando al Protagonista il potere del Trickster, colui capace di ribellarsi e ridare la speranza alle persone, e ad Akechi quello della sua controparte, destinata a portare distruzione e terrore. In seguito l'entità propone al Protagonista di unirsi a lui, per continuare a mantenere il controllo sull'umanità. Tuttavia, quando il giovane si rifiuta, Yaldabaoth scompare, permettendo la liberazione del vero Igor. Questo, assieme a Lavenza, aiuta il giovane a liberare gli altri membri dei Ladri Fantasma, le cui anime erano rinchiuse nelle altre prigioni della Stanza di Velluto. Si scopre, inoltre, che Morgana era stato creato da Igor, prima di essere spodestato e imprigionato da Yaldabaoth, per aiutare il Trickster nella sua missione per sconfiggere l'entità malvagia e riportare la pace nel mondo.
Tornati nel mondo reale, i Ladri Fantasma si misurano nuovamente con Yaldabaoth, che dopo essere stato sconfitto nella sua forma di Sacro Graal, rivela il suo vero corpo, un'enorme creatura senza volto dotata di grosse ali e sei braccia. Dopo aver inizialmente piegato il gruppo di ragazzi, quando la gente ricorda la loro esistenza e le azioni da loro compiute, iniziano a sostenerli unanimemente a sconfiggere l'entità. Grazie a ciò il Protagonista riesce ad attuare il suo secondo risveglio, invocando così la Persona Satanael, che alla fine riesce a sconfiggere Yaldabaoth e riportare la città di Tokyo alla sua forma originale, eliminando definitivamente il Metaverso e gli effetti negativi dello stesso. Tuttavia Morgana, in quanto entità legata al Metaverso, scompare con esso dicendo addio ai suoi amici. Mentre il gruppo di giovani decide di organizzare una festa per aver salvato l'umanità, il Protagonista, all'insaputa degli altri, viene convinto da Sae a farsi arrestare come membro dei Ladri Fantasma così da aiutarla a testimoniare tutti i crimini compiuti da Shido. Così grazie all'aiuto della donna e anche quella dei suoi amici, che, una volta scoperta la verità, fanno di tutto per raccogliere consensi con le altre persone, consci di poter cambiare il mondo anche senza il Metaverso, il Protagonista viene scarcerato, la sua fedina penale viene completamente ripulita e viene annullata anche la sua libertà vigilata. Ad attenderlo al Leblanc ci sono tutti i Ladri Fantasma e, con grande sorpresa di tutti, fa il suo ritorno anche Morgana, il quale rivela che la cancellazione del Metaverso ha eliminato solo “il lui esistente all’interno del Metaverso”, mentre il suo corpo di gatto esistente nel mondo reale è sopravvissuto.
Il 20 marzo, dunque, il giorno del suo ritorno a casa. Makoto, Ryuji, Ann, Yusuke, Futaba e Haru accompagnano il Protagonista nel suo viaggio di ritorno facendo un giro in macchina. Finalmente, il sole può splendere sul mondo che sono riusciti a cambiare.

### Persona 5 Royal
La trama dell'edizione Royal ricalca ampiamente quella dell'edizione originale, con alcune modifiche nel corso della storia e un capitolo inedito ambientato nei mesi di gennaio e febbraio.
Dopo la confessione di Kamoshida, la Shujin Academy assume Takuto Maruki, consulente e psicologo, per fornire supporto ai propri studenti ma soprattutto per mantenere intatta la propria reputazione dopo lo scandalo. I Ladri Fantasma si avvalgono nel corso dell'anno dei servizi di Maruki, e in particolare il Protagonista, discutendo con lui più volte nel corso del suo Confidente, lo assiste nella sua ricerca in scienza psi-cognitiva. Maruki vuole infatti trovare un modo per curare le sofferenze mentali delle persone utilizzando questa disciplina.
Il Protagonista fa anche la conoscenza di Kasumi Yoshizawa, una ginnasta ritmica che frequenta il primo anno alla Shujin beneficiando di una borsa di studio per meriti sportivi. Un giorno Kasumi si ritrova il Meta-Navi sul cellulare, e attivandolo entra in un Palazzo sconosciuto. Provocata da un'Ombra, Kasumi risveglia la sua Persona, e fugge dal Palazzo con l'aiuto del Protagonista e di Morgana che l'avevano seguita. Kasumi rifiuta l'offerta di Morgana di unirsi ai Ladri Fantasma, ma nonostante ciò assiste il Protagonista nella sua fuga dal Palazzo di Sae Niijima.
Se il Confidente di Maruki è stato completato prima che lui lasci la Shujin, avranno luogo gli eventi del Terzo Quadrimestre. Subito dopo avere sconfitto Yaldabaoth, al posto del Protagonista sarà Akechi a costituirsi, inspiegabilmente sopravvissuto allo scontro con la sua controparte cognitiva. Il Protagonista è quindi libero di festeggiare il Natale con i Ladri Fantasma incluso Morgana, che fa il suo ritorno dopo solo un giorno. Nei primi giorni del nuovo anno, il Protagonista si accorge di alcune stranezze che tutti gli altri danno per scontate: Wakaba Isshiki e Kunikazu Okumura sono in vita, Morgana ha le fattezze di un giovane uomo, e in genere sembra che i desideri dei Ladri Fantasma si siano avverati. L'unica altra persona che riconosce le anomalie è Akechi, misteriosamente rilasciato dalla polizia dopo un breve interrogatorio, che decide di collaborare con il Protagonista per scoprire le ragioni di questa nuova situazione.
Il Protagonista viene contattato da Kasumi, che riesce a vedere nel mondo reale il Palazzo in cui aveva avuto il suo risveglio. I due, insieme ad Akechi, decidono allora di entrare nel Metaverso per indagare. Il signore del Palazzo si scopre essere Maruki, non la sua Ombra ma il suo sé reale, che rivela a Kasumi la sua vera identità: Sumire Yoshizawa, la gemella di Kasumi, verso cui provava un complesso di inferiorità e di cui aveva accidentalmente causato la morte in un incidente stradale. Maruki rivela inoltre di essere l'artefice delle anomalie, per creare una realtà priva di sofferenza in cui i desideri di ogni persona sono realizzati. Il Protagonista e Akechi rifiutano la realtà fasulla, ma Sumire, che desidera continuare a essere Kasumi, esita e viene fatta prigioniera da Maruki. È solo grazie all'intervento di tutti i Ladri Fantasma, a cui il Protagonista fa ricordare le proprie memorie, che Sumire viene liberata dall'illusione, accetta la sua vera identità e risveglia in modo stabile la sua Persona. Il team, che adesso include Akechi e Sumire, dà quindi inizio alla missione per risvegliare il cuore di Maruki.
Le ragioni dell'operato di Maruki sono rivelate ai Ladri Fantasma da Lavenza, oltre che da una serie di videocassette che contengono le memorie del dottore e in cui si imbattono durante l'infiltrazione del Palazzo. Diversi anni prima, la fidanzata di Maruki era finita in una profonda depressione dopo avere assistito all'omicidio dei propri genitori. Maruki riuscì inavvertitamente a curarla riscrivendo le sue memorie, venendo però dimenticato dalla ragazza. La stessa cosa successe con Sumire che, desiderando essere Kasumi, ha subito un'alterazione della cognizione da parte del dottore credendo quindi di essere la sorella gemella. Quando i Ladri Fantasma hanno affrontato Yaldabaoth, la fusione del mondo reale con i Memento ha permesso a Maruki di risvegliare completamente il suo potere, rivelatosi essere quello di una Persona. L'uomo ha approfittato della fede del pubblico nei Ladri Fantasma per avverare i desideri di tutti, partendo proprio dai desideri che gli stessi Ladri Fantasma gli avevano confidato nel corso della sua permanenza alla Shujin. Per realizzare questo mondo ideale, ha preso controllo dei Memento e sta nuovamente tentando di fonderli con il mondo reale. Lavenza avverte il team che, se Maruki non sarà fermato, questo "avveramento" diventerà permanente.
Alla vigilia del giorno dell'avveramento, Maruki visita il Protagonista al Leblanc, dove prova a convincerlo un'ultima volta ad accettare la sua realtà. Gli lascia anche intendere che l'Akechi originale è morto nel Palazzo di Shido, e quello che sta collaborando con i Ladri Fantasma non è che una replica cognitiva; se Maruki venisse fermato, Akechi scomparirebbe una volta per tutte. Il Protagonista rifiuta comunque l'offerta e consegna la lettera di sfida a Maruki. Il giorno dopo, il team raggiunge la vetta del Palazzo, che ricorda il Giardino dell'Eden, dove li aspetta Maruki con la sua Persona Azathoth. I Ladri Fantasma gli infliggono una prima sconfitta, causando il collasso del Palazzo, ma Maruki non si arrende ed evolve Azathoth in Adam Kadmon, giungendo a fondersi con esso per lasciargli il pieno controllo. I Ladri riescono comunque a batterlo, bloccando l'attacco di Adam Kadmon mentre il Protagonista gli infligge il colpo di grazia.
Avendo negato la realtà di Maruki, tutti gli eventi tornano a come avrebbero dovuto essere: Akechi scompare e, come nel gioco originale, il Protagonista è detenuto da Natale per poi venire scarcerato grazie all'intervento dei suoi Confidenti. I Ladri Fantasma decidono di sciogliersi, per consentire a ogni membro di perseguire i propri sogni e aspirazioni nel mondo reale. Il giorno del suo ritorno a casa, il Protagonista viene accompagnato alla stazione dai suoi amici e da Maruki, che adesso lavora come tassista, evadendo lungo la via degli agenti governativi. Appena prima che il treno parta si intravede sulla banchina una persona dall'abbigliamento simile ad Akechi, facendo intendere che sia veramente sopravvissuto.

## Modalità di gioco
Come i precedenti titoli, Persona 5 si svolge lungo un intero anno scolastico giapponese, durante il quale il giocatore dovrà guidare il Protagonista tra la sua vita da normale studente e quella di Ladro Fantasma all'interno del Metaverso. Obiettivo principale del gioco è infiltrarsi nei Palazzi per combattere le Ombre e rubare i Tesori al loro interno. Ogni missione d'infiltrazione di un Palazzo si svolge all'interno di un arco delimitato di giorni, entro i quali i Ladri Fantasma devono rubare il Tesoro di un obiettivo per fermare i suoi malvagi intenti. Se il giocatore non rispetta la data di scadenza della missione, il gioco termina con un game over.
Oltre che i combattimenti nel Metaverso, il giocatore può guidare il Protagonista nello spendere la sua vita da normale studente, esplorando i numerosi distretti e luoghi di Tokyo. Le azioni possibili da compiere sono molto varie: sarà possibile interagire con le persone, frequentare la scuola, acquistare oggetti dai distributori o nei negozi, libri nelle librerie, andare a lavorare, in palestra e così via. Durante il gioco è possibile anche sviluppare le cosiddette "doti sociali" del Protagonista: Conoscenza, Coraggio, Fascino, Gentilezza, Perizia. Compiere certe azioni, come rispondere in maniera corretta alle domande dei professori a scuola, studiare al Leblanc, svolgere alcuni lavori, prendersi cura della pianta o costruire grimaldelli ed altri arnesi sulla scrivania nella stanza del Protagonista, permetterà di aumentare tali statistiche. Ciò sarà importante soprattutto per poter iniziare o far avanzare alcuni Confidenti, che richiederanno, in molti casi, un determinato livello di una delle doti.
Come nei titoli precedenti, i giorni di gioco saranno suddivisi in varie fasi (la Mattina, il Mezzogiorno, il Pomeriggio, il Doposcuola e la Sera) durante le quali sarà possibile svolgere azioni diverse. Inoltre, come in Persona 4 le condizioni meteorologiche dei vari giorni saranno determinanti, perché ad esempio modificheranno le azioni che saranno disponibili da compiere per il giocatore, per cui ad esempio quando piove alcuni Confidenti non saranno disponibili. Al contrario, compiere alcune azioni mentre vi è maltempo può assicurare al giocatore alcuni benefici, come ad esempio un aumento bonus della dote della Conoscenza studiando nel diner del distretto di Shibuya.

### Combattimenti
Persona 5 mantiene il tipico sistema di gioco di RPG della serie, con un sistema di combattimento a turni tra le Ombre ed i membri della squadra del Protagonista (che potranno essere fino a quattro, ma che il giocatore potrà intercambiare, al di fuori delle lotte, in qualsiasi momento). Il giocatore, guidando i membri del team, può effettuare attacchi tramite la Persona che consumano HP e SP, con un attacco diretto dei personaggi con armi da taglio o contundenti, oppure ancora con le pistole, che però avranno limitate munizioni che potranno essere ricaricate solo in un giorno successivo (in Royal, le munizioni si ricaricano invece automaticamente dopo ogni combattimento). Armi e pistole sono acquistabili al negozio Untouchable gestito da Munehisa Iwai, mentre sarà possibile trovare gli oggetti per recuperare HP e SP in alcuni locali, nei centri commerciali e nei distributori automatici, e soprattutto nella Clinica gestita da Tae Takemi.
Durante l'esplorazione di un Palazzo o dei Memento, il giocatore può individuare le Ombre vagare in giro per la mappa, e tentare di tendere loro un'imboscata colpendoli da dietro senza essere scoperti, così da avere a disposizione il primo turno d'attacco rispetto ai nemici. Viceversa, se il giocatore verrà individuato da un'Ombra che colpirà per prima, i Ladri Fantasma subiranno un'imboscata e saranno in balia per un turno dell'attacco dei nemici. Come nei precedenti titoli l'effetto di un attacco dipende dalla affinità dell'Ombra allo stesso. Se un'Ombra viene colpita da una mossa a cui è debole o con un attacco critico, il personaggio che ha compiuto l'azione riceve un ulteriore turno in cui poter nuovamente attaccare, oppure può scegliere di attuare la Staffetta, con cui può dare ad un compagno la possibilità di usufruire del turno in più (ricevendo anche alcuni bonus, come il potenziamento dell'attacco che compirà). Se tutti i nemici vengono colpiti ad una debolezza o con un attacco critico, si verifica una Rapina, durante la quale il giocatore può scegliere di attivare l'Assalto, per cui il team attaccherà con una zuffa tutte le Ombre infliggendo loro il colpo di grazia, o comunque eliminando i più deboli e indebolendo di molto quelli più forti. In alternativa si può scegliere di risparmiare la vita alle Ombre in cambio di una somma di denaro oppure di un oggetto in loro possesso, oppure della richiesta ad uno di loro di trasformarsi in una Persona per il protagonista.
Come in Persona 3 e Persona 4, infatti, il Protagonista sarà dotato del jolly che gli permette di contenere all'interno di sé più di una Persona. Le trattative con le Ombre, in seguito ad una Rapina, oppure dopo che questo viene ridotto in fin di vita e chiede di essere risparmiato, saranno gli unici modi per ottenere una nuova Persona (oltre che con le fusioni nella Stanza di Velluto). Se un membro del team viene ridotto in fin di vita da un attacco a cui è debole o un colpo critico, può finire ostaggio di un'Ombra, che può chiedere al Protagonista come riscatto parte dei suoi HP o SP, oppure un oggetto raro.
Il giocatore dovrà stare attento, inoltre, anche all'effetto di alcuni attacchi che possono causare le cosiddette alterazioni di stato, ovvero condizioni di indisposizione della salute di chi finisce vittima degli stessi. In base all'alterazione inoltre il personaggio od Ombra può subire un Attacco Tecnico quando attaccato con una specifica mossa, che causerà molti più danni del solito.
All'interno del Metaverso sarà, inoltre, possibile trovare una tipologia di Ombre speciali, definite Demoni del Tesoro, che prendono la forma di preziosi e gioielli. Essi sono molto rari e il giocatore potrà imbattersi in essi, incamminandosi per i Palazzi ed i Memento, in maniera casuale. Catturarli o sconfiggerli permette al giocatore di usufruire di un grandissimo numero di punti esperienza e di ampie cifre di soldi, ed inoltre essi, pur non potendo essere usati nei combattimenti, permetteranno la creazione di Personae potenti nelle fusioni nella Stanza di Velluto.
Infine durante il gioco il Protagonista sarà dotato di un'abilità, donatagli da Igor, chiamata Terzo Occhio, per cui durante l'esplorazione dei Palazzi o dei Memento potrà individuare oggetti speciali da poter rubare e rivendere, successivamente, all'Untouchable per racimolare soldi. Tale abilità può essere utilizzata anche per individuare suggerimenti sulle azioni da compiere o su dettagli dello scenario per risolvere puzzle ed enigmi; oppure è disponibile anche al di fuori del Metaverso e può essere sfruttata nel mondo reale per individuare suggerimenti e particolare azioni possibili da compiere.

### Palazzi
I Palazzi sono i luoghi di combattimento dove si svolgono gran parte degli eventi della trama. Essi prendono forma in base ai desideri distorti e le malvagie intenzioni della controparte reale dell'Ombra che li governa, o comunque dalle sue emozioni corrotte ed estremamente negative. Nell'infiltrarsi nei Palazzi, il compito principale dei Ladri Fantasma è trovare il Tesoro, la fonte principale delle mire maligne e negative del possessore. A differenza di Persona 3 e Persona 4, le mappe dei vari piani in cui sono suddivisi i Palazzi non sono casuali, ma hanno una loro stabile conformazione, con alcuni enigmi in molti di essi che il giocatore dovrà risolvere per poter procedere al piano successivo. In alcuni punti il giocatore non potrà andare oltre senza aver prima sconfitto alcune Ombre speciali, più forti di quelle normali che vagano per il Palazzo. Durante l'esplorazione se il giocatore viene individuato, il livello di Allerta salirà. Se si raggiunge il livello massimo di allerta di un Palazzo, sarà impossibile procedere ed il giocatore è costretto ad andarsene, per ritornare un giorno successivo.
In alcuni piani, inoltre, saranno presenti le "Safe Room", stanze dove il giocatore può riposarsi, salvare la partita e anche curare i personaggi e farli discutere tra loro per verificare i progressi fatti nell'esplorazione. Tali stanze, inoltre, fungono da checkpoint, da dove il giocatore può in qualsiasi momento trasportarsi all'entrata del Palazzo o in altre "Safe Room" precedentemente scoperte. Sparsi per il Palazzo saranno presenti anche forzieri, alcuni di questi da aprire con grimaldelli.
Una volta conclusa l'esplorazione dell'intero luogo e aver trovato la stanza dove è posto il Tesoro, il giocatore può abbandonare il Palazzo per tornarvici un giorno successivo, dopo che esso si materializzerà completamente. Per far ciò, infatti, il signore del Palazzo deve essere consapevole che vi è il rischio che i suoi desideri distorti vengano rivelati; per far ciò i Ladri Fantasma inviano le cosiddette "lettere di sfida", lettere minatorie in cui avvisano il signore che gli "ruberanno il cuore" e lo costringeranno a pagare per i suoi misfatti. La scelta del giorno in cui inviare la "lettera di sfida" è sempre a discrezione del giocatore (entro ovviamente il periodo limite per portare a termine la missione); tuttavia, una volta inviata, il giorno dopo dovrà necessariamente completare la missione, rubando il Tesoro. Nel giorno decisivo, dunque, il Livello di Allerta del Palazzo raggiungerà il massimo (e non si potrà eliminare tale livello, ma semmai diminuirlo al massimo fino al 70%), e il giocatore se deciderà di incamminarsi per i piani dello stesso, piuttosto che procedere direttamente nella stanza del Tesoro, dovrà confrontarsi con Ombre più aggressive del solito e che possono moltiplicarsi ulteriormente se individuano il Protagonista. Infine una volta arrivati nella stanza del Tesoro, il giocatore per poterlo definitivamente rubare dovrà confrontarsi prima in una battaglia finale con l'Ombra a capo del Palazzo. Spesso, durante tali combattimenti, il giocatore può compiere alcune azioni o sfruttare alcuni escamotage per mettere gli esiti dello scontro a suo favore; in questi casi il Protagonista dovrà scegliere uno o più membri della squadra da mandare a svolgere tale azione, mentre lui e i restanti combattenti devono continuare ad attaccare l'Ombra per tenerla distratto. Sconfitta l'Ombra, che ritorna all'interno della sua controparte reale, e rubato il suo Tesoro, alla fine il Palazzo viene distrutto e cessa di esistere.

### I Memento
I Memento sono un altro luogo all'interno del Metaverso, che prendono la forma di una linea sotterranea metropolitana composta da numerosi piani e sezioni diverse. Essi fungono come il Palazzo di tutte le persone, o comunque di coloro i cui desideri e intenti non sono abbastanza distorti da creare un Palazzo individuale. A differenza dei Palazzi, le mappe dei vari piani dei Memento cambieranno forma ogni volta che il giocatore li abbandona o vi ritorna. Qui il giocatore può principalmente portare a termine le richieste che i Ladri Fantasma ricevono sul Phantom Aficionado Website (o Phan-Site), un sito web di supporto al team creato da un altro studente della Shujin, Yūki Mishima, oppure che il Protagonista raccoglierà per dare un aiuto ai suoi Confidenti. Per completare tali richieste, i Ladri Fantasma devono affrontare alcune Ombre e rubare i loro Tesori sconfiggendoli e costringendoli a tornare dalla loro controparte reale per redimersi dei loro misfatti.
Nei vari piani dei Memento, il giocatore combatterà con le stesse Ombre incontrate nei Palazzi precedentemente esplorati e potrà trovare vari oggetti utili. Esistono alcuni piani speciali che corrispondono alle "Safe Room" dei Palazzi. Inoltre, una volta raggiunto il piano finale di una sezione dello stesso, il giocatore non può procedere in quella successiva se non dopo il termine del periodo di tempo entro cui affrontare la missione di un Palazzo. Rimanendo in un piano dei Memento per alcuni minuti, inoltre, causerà la comparsa del Mietitore, un'Ombra eccezionalmente potente che svolge la funzione di boss opzionale. Altra particolarità dei Memento è il fatto che le condizioni meteorologiche del giorno in cui il giocatore decide di recarsi lì hanno conseguenza sulle Ombre dei Memento; durante i giorni di pioggia, ad esempio, essi saranno più attivi e numerosi, oppure durante i periodi di polline e quelli di influenza potranno essere vittime di "status ailment", o Disturbo di Stato, e, dunque, più vulnerabili (lo stesso Mietitore, se affrontato nel periodo dell'influenza, si autodistruggerà in tre turni, a causa dei danni procurati dallo status ailment influenza. Questa sua debolezza non è tuttavia più presente in Royal).

### Stanza di Velluto
La Stanza di Velluto è un luogo all'interno della mente del Protagonista dove risiedono Igor e le sue due aiutanti, le gemelle Justine e Caroline. Essa prende la forma di una prigione, dove Igor avvisa il giovane che avrebbe dovuto affrontare una rovina incombente nella sua vita, e che l'unico modo per fermarla è lavorare alla sua "riabilitazione". Per aiutarlo per tale missione, come nei precedenti giochi della serie, egli offre un'ampia serie di servigi, il principale dei quali è il sistema delle Fusioni delle Personae. Attraverso la stessa due Personae a scelta del giocatore vengono "condannate" alla ghigliottina per dare forma ad una nuova Persona, in genere più potente e con nuove mosse; alcune di essi, inoltre, saranno creabili attraverso Fusioni Speciali di tre o più Personae contemporaneamente. Altro sistema di fusione speciale è la Fusione di Rete, che permetterà di trasformare una Persona a scelta in un'altra Persona; tale sistema sarà, però, attuabile solo una volta al giorno e se collegati online. Le Personae create o catturate durante le esplorazioni del Metaverso vengono raccolte nel Registro delle Personae, da cui è possibile rievocarle in qualsiasi momento in cambio di una somma di denaro. Man mano che il Registro verrà riempito, saranno concessi al giocatore maggiori sconti sui costi delle Personae.
Oltre alla Fusione, vi saranno altre azioni che sarà possibile compiere. Si potrà infatti scegliere di "Fortificare una Persona", in cui una Persona a scelta può ricevere punti esperienza e salire di livello (in base al livello del Confidente corrispondente al suo Arcano) sacrificandone un'altra che verrà impiccata, e dalla quale può ereditare anche una mossa. L'opzione "Trasmuta Persona" permette, invece, di tramutare una Persona, condannata alla sedia elettrica, in un oggetto che può essere un'arma, un'armatura o un accessorio speciale e potente, o in una "carta abilità", contenente una mossa da poter insegnare ad una Persona. Infine, un altro sistema di potenziamento sarà la "Cella di Isolamento" in cui il giocatore può mandare una delle sue Personae per un certo periodo di tempo e verrà allenata da Justine e Caroline per acquisire una maggiore resistenza alle proprie debolezze e, in generale, per imparare mosse più potenti.

### Confidenti
I Confidenti sono rapporti speciali che il Protagonista stringerà nel corso del gioco. Oltre che gli altri membri dei Ladri Fantasma, sarà possibile sviluppare tali rapporti anche con altre persone, che condividono con il Protagonista i loro problemi e le loro situazioni tribolate. Come il sistema dei Social Link dei predecessori Persona 3 e Persona 4, i legami coi Confidenti saranno contrassegnati con un Arcano maggiore dei tarocchi, e saliranno di livello ogni qualvolta il giocatore sceglierà di passare il tempo con uno di essi. Per sviluppare più velocemente tali rapporti, il giocatore dovrà, nel corso dei discorsi e gli eventi, fare le scelte giuste nelle azioni e risposte, per cui alcune scelte saranno più efficaci e gradite rispetto ad altre. La crescita, fino al livello massimo, di questi sarà essenziale per rendere più efficace il sistema delle fusioni, per cui la creazione di una Persona dell'Arcano di un Confidente di alto livello permetterà una maggiore crescita di livello della stessa. In molti casi, comunque, per sviluppare, o anche solo per poter aprire, un rapporto Confidente il giocatore dovrà prima seguire alcuni requisiti, come ad esempio raggiungere un certo livello in una delle sue "doti sociali". Quasi tutti i Confidenti, ad un certo punto, per poter avanzare, richiederanno che il Protagonista porti a termine una missione all'interno dei Memento. Trascorrendo il tempo con alcuni di essi, inoltre, permetterà di accrescere di molto le doti sociali. Soprattutto, però, ciascuno dei Confidenti offrirà numerosi benefici e aiuti per i combattimenti nel Metaverso, o anche nell'agevolazione di azioni che si potranno compiere nel mondo reale; maggiore sarà il livello di un Confidente, più cresceranno i benefici che esso offre. Massimizzando, inoltre, il Confidente di un membro dei Ladri Fantasma, questo vedrà la sua Persona evolvere in una nuova più potente. Infine sarà possibile stringere relazioni amorose con le Confidenti femminili, con le quali, una volta stretto un rapporto intimo, sarà possibile anche partecipare ad alcuni eventi speciali romantici (come Natale e San Valentino).

### Funzioni online
La Gilda dei Ladri è una funzione online che si rifà al sistema "Vox Populi" introdotto in Persona 4: The Golden. Consente ai giocatori online di condividere e ricevere informazioni su quali attività svolgere, sia durante le esplorazioni del Metaverso, sia per le normali azioni nella vita di tutti i giorni. Attraverso una serie di grafici, il giocatore può visualizzare la percentuale delle azioni compiute maggiormente dai giocatori online, sfruttando questo sistema, ad esempio, per poter scegliere la risposta giusta alle domande dei professori o nei dialoghi coi Confidenti, o per poter scegliere cosa fare in un dato giorno, consultandosi con le azioni compiute dagli altri utenti. La funzione online sarà soprattutto utile durante i combattimenti, permettendo al giocatore di richiedere aiuto agli altri giocatori online durante una battaglia, che possono ad esempio permettere di salvare un personaggio preso in ostaggio da un'Ombra.

## Sviluppo
Dopo le numerose voci che già si diffondevano gli anni precedenti (anche durante le fasi di produzione e pubblicazione di Persona 4), le prime vere fasi di sviluppo di Persona 5 sono iniziate nel 2012, in seguito al completamento di Catherine, altro videogioco targato Atlus. Da quest'ultimo titolo, Persona 5 ha ereditato come direttore Katsura Hashino, che nel corso dei cinque anni di sviluppo del gioco, ha lavorato con un ampio cast di programmatori e designer, arrivato col tempo a includere circa 70 persone. Tra questi vi è anche il maggiore responsabile del design dei personaggi, Naoya Maeda, che aveva anch'egli già lavorato per la Atlus, per la serie Trauma Center, e il programmatore Yujiro Kosaka, che aveva collaborato con lo stesso ruolo in Persona 4 e Catherine. Confermato nel suo ruolo di maggior responsabile del character design anche Shigenori Soejima che ha rivelato di aver iniziato a lavorare sulla caratterizzazione e il design dei personaggi di gioco già durante lo sviluppo di Persona 4, e che si sono evoluti man mano che venivano delineate la storia del gioco e le sue tematiche, lavorando con Hashino per fare in modo che queste ultime si riflettessero con l'aspetto, la personalità e le azioni dei personaggi e gli umori di gioco.
A differenza dei titoli precedenti della serie, Persona 5 è stato impostato con un motore grafico ispirato a quello Gamebryo usato in Catherine, che per questo era già stato definito dagli stessi sviluppatori "un test per lo sviluppo del prossimo titolo Persona". L'impostazione di questo nuovo potente motore grafico, come dichiarato dal produttore Hashino in fase di produzione, ha permesso di rappresentare al meglio le idee e i temi di gioco, anche se per questo il lavoro è stato molto più impegnativo e i tempi di sviluppo si sono allungati. Tutto ciò dovuto anche all'introduzione di un sistema hardware molto più potente che ha permesso una maggiore resa grafica dei luoghi e gli elementi di gioco, ma soprattutto nella creazione dei modelli dei personaggi, rappresentati in maniera più realistica; in particolare per il gruppo di personaggi principali, sono stati due tipi di modelli: uno per le cutscene non animate, e l'altro per i normali eventi interattivi di gioco.
Per quanto riguarda le scene animate in formato anime presenti in alcune parti di gioco, esse sono state create dallo studio Production I.G, sotto la supervisione di Toshiyuki Kono, mentre della storyboard che serve come introduzione del gioco, se ne è occupata Sayo Yamamoto, già regista della serie animata Lupin the Third - La donna chiamata Fujiko Mine.

### Temi ed influenze
La storia del gioco segue un tipo di narrativa ispirato ai romanzi picareschi per cui il protagonista e gli altri Ladri Fantasma, si ritrovano a confrontarsi e ribellarsi ad una società a loro avversa, di cui fanno parte individui rappresentanti del potere o di grande influenza che sfruttano i più deboli. Come rivelato da Hashino l'intento era introdurre personaggi, temi ed altri stereotipi molto simili a questo tipo di narrativa, all'interno di un contesto ispirato alla reale società contemporanea e i progressi tecnologici degli ultimi anni (per cui ad esempio il mezzo con cui i protagonisti giungono nel Metaverso è un'app misteriosa che compare sui loro smartphone). Tema principale di gioco è, come affermato da Hashino, lo spirito di ribellione dei membri dei Ladri Fantasma, giovani messi ai margini o vessati dalla loro società, e per questo si riuniscono, accomunati dallo stesso desiderio di appartenenza ad un gruppo e di decidere le sorti della propria esistenza e mostrare la propria individualità, per riformare le regole e le strutture della società, distruggendo la corruzione e le ingiustizie e il senso di impotenza che li hanno incatenati. Il risveglio delle loro Personae, infatti, è l'atto con cui i Ladri Fantasma decidono di opporsi alla loro condizione e acquisire la consapevolezza di poter cambiare il proprio destino e quello del mondo. Le stesse Personae dei giovani sono ispirati a figure storiche, letterarie o mitologiche note per il loro spirito e i loro atti di ribellione e la loro condotta al di fuori delle regole convenzionali, che riflettono le personalità e gli atteggiamenti di ciascun personaggio.
Sempre secondo Hashino, la struttura della trama e gli avvenimenti della storia di Persona 5 si distaccano molto da quelli dei precedenti titoli della serie Persona (soprattutto Persona 4). Gli eventi che si susseguiranno durante il gioco, ad esempio, saranno maggiormente focalizzati e determinati dalle azioni dei Ladri Fantasma, che andranno a creare un'inversione dei ruoli tra i protagonisti e gli antagonisti dei precedenti titoli della serie. Gli antagonisti, infatti, saranno perlopiù rappresentanti di giustizia e figure di spicco della società che perseguiranno le azioni fuorilegge e di ribellione dei Ladri Fantasma, la cui etica e le cui conseguenze, secondo Hashino, creano una maggiore ambiguità e reazioni contrastanti sia nell'opinione pubblica del gioco, sia negli stessi giocatori.

### Musica
Come in tutti i precedenti titoli della serie, viene confermato come compositore ufficiale dei temi musicali e direttore dei suoni di Persona 5 Shoji Meguro, con la collaborazione di Toshiki Konishi, Kenichi Tsuchiya, Atsushi Kitajoh, e Ryota Koduka. La opening del gioco, "Wake Up, Get Up, Get Out There", ed altri temi musicali, sono cantati da Lyn Inaizumi, alla sua prima volta in un videogioco dopo una carriera come cantante jazz e soul. La ending "With the Stars and Us" è stata invece composta da Shigeo Komori. Il genere musicale di circa tutte le musiche di gioco contiene elementi acid jazz introdotti da Meguro per rendere al meglio l'atmosfera e i toni di gioco, ed elementi di hard rock per le colonne sonore delle battaglie contro i nemici più potenti.
La collezione delle 110 tracce musicali è stata pubblicata per la prima volta in tre dischi il 17 gennaio 2017, con Soejima che si è occupato della creazione della copertina dell'album. In seguito, a tale collezione è stato aggiunto un ulteriore disco, contenente specifiche tracce musicali, intitolato Persona 5 -Sounds of the Rebellion-, pubblicato nella Collector's Edition per il mercato americano e quello europeo. L'album, pubblicato anche su iTunes il 18 aprile 2017, ha raggiunto il quinto posto nella classifica della Oricon per aver venduto più di 29000 copie.

### Pubblicazione
Persona 5 è stato annunciato per la prima volta nel 2013 tramite un trailer assieme ad altri titoli spin off della serie (Persona Q: Shadow of the Labyrinth, Persona 4 Arena Ultimax e Persona 4: Dancing All Night). All'interno del trailer sono state illustrate 5 sedie con delle catene attaccate sulle loro gambe su uno sfondo rosso (il colore predominante di gioco), davanti alle quali una scritta bianca che recita "You are a slave. Want emancipation?" ("Sei uno schiavo. Vuoi l'emancipazione?" ), e successivamente un'altra che annunciava l'uscita del gioco prevista per l'inverno 2014 esclusivamente per console PlayStation 3. In seguito, durante la conferenza della SCEJA tenutasi nel settembre dello stesso anno, la Atlus tramite un altro trailer, in cui sono state presentate prime immagini del gioco e, in particolare, del Protagonista, ha annunciato l'uscita del gioco per il 2015 anche per PlayStation 4.
Durante il 2015 sono stati pubblicati tramite livestream altri due trailer. Il primo, trasmesso il 5 febbraio, ha dato una prima visione delle meccaniche di gioco, soprattutto del sistema di combattimenti, e di altri personaggi di gioco (Ryuji Sakamoto, Ann Takamaki e Morgana), con una versione strumentale dell'opening di gioco come sottofondo musicale. Il secondo è uscito durante il Tokyo Game Show, in cui sono state illustrati ulteriori immagini ed elementi del gioco, per rimediare ad un ulteriore ritardo nell'uscita dello stesso, prevista per l'estate 2016 in Giappone, del quale lo stesso Hashino si è scusato in una successiva intervista, in cui ha dichiarato che esso "è stato necessario per poter offrire ai giocatori un prodotto di maggiore qualità".
Infine dunque, il 5 maggio 2016, durante il Take Tokyo Tower 2016, è stato trasmesso un nuovo trailer contenente la data definitiva di uscita del gioco ed altre importanti novità. Il 15 settembre 2016, quindi, Persona 5 ha fatto il suo debutto in Giappone assieme alla 20th Anniversary Edition, un'edizione speciale pubblicato da Atlus per festeggiare i venti anni della serie Shin Megami Tensei: Persona contenente 5 CD contenenti gli album delle tracce musicali di tutti i 6 giochi, un artbook ufficiale creato da Soejima e, soprattutto, contenuti DLC; tra questi costumi, arrangiamenti di tracce musicali e Persona ispirati non solo dei diretti predecessori Persona 3 e Persona 4, ma anche di Shin Megami Tensei: Persona e di Persona 2: Innocent Sin. A questi, si sono aggiunti successivamente nuovi contenuti, come costumi nuovi ispirati ad altri giochi Atlus (come Catherine, Shin Megami Tensei IV, Persona 4: Dancing All Night, Shin Megami Tensei: Devil Summoner: Raidou Kuzunoha vs. The Soulless Army, Shin Megami Tensei if... e in seguito per Royal Shin Megami Tensei: Strange Journey Redux, Catherine: Full Body, Persona Q2: New Cinema Labyrinth e costumi basati sugli attendenti della Stanza di Velluto e Phoenix Ranger Featherman R) ed una nuova difficoltà Challenge per rendere più impegnativa l'esperienza di gioco. Tuttavia nel successivo ri-rilascio di Royal il costume di Raidou è stato rimosso per possibili motivi basati sulle sensibilità coreane e cinesi riguardo all'uniforme imperialista giapponese.
Per il mercato americano ed europeo la data di uscita inizialmente prevista era per il 14 febbraio 2017, come annunciato all'Electronic Entertainment Expo 2016 assieme alle due speciali edizioni per coloro che avrebbero preordinato il gioco: la SteelBook Launch Edition e la Take Your Heart Premium Edition. Alla fine Persona 5 è arrivato in America, grazie ad Atlus USA, e in Europa e Australia, grazie alla Deep Silver, con un DLC aggiuntivo che permette ai giocatori di poter usufruire anche del doppiaggio originale giapponese.

## Media

### Manga

#### Persona 5

Copertina del primo volume dell'edizione italiana, raffigurante Joker e Arsène

Una trasposizione manga di Persona 5, disegnata da Hisato Murasaki, ha iniziato la pubblicazione il 15 settembre 2016 sull'applicazione MangaONE e il 22 settembre sul sito web Ura Sunday, entrambi di proprietà di Shogakukan. Tuttora in serializzazione, racconta gli eventi del gioco, dando al protagonista il nome di Akira Kurusu. Il manga è pubblicato in Italia da Edizioni BD, per l'etichetta J-Pop, dal 2 ottobre 2019.
| Nº | Data di prima pubblicazione | Data di prima pubblicazione | Data di prima pubblicazione | Data di prima pubblicazione |
| Nº | Giapponese                  | Giapponese                  | Italiano                    | Italiano                    |
| -- | --------------------------- | --------------------------- | --------------------------- | --------------------------- |
| 1  | 10 agosto 2017              | ISBN 978-4-09-127750-3      | 2 ottobre 2019              | ISBN 978-88-349-0063-5      |
| 2  | 12 dicembre 2017            | ISBN 978-4-09-128045-9      | 4 dicembre 2019             | ISBN 978-88-349-0117-5      |
| 3  | 12 aprile 2018              | ISBN 978-4-09-128265-1      | 12 febbraio 2020            | ISBN 978-88-349-0191-5      |
| 4  | 19 settembre 2018           | ISBN 978-4-09-128520-1      | 20 maggio 2020              | ISBN 978-88-349-0248-6      |
| 5  | 10 maggio 2019              | ISBN 978-4-09-129199-8      | 8 luglio 2020               | ISBN 978-88-349-0336-0      |
| 6  | 17 gennaio 2020             | ISBN 978-4-09-129540-8      | 7 ottobre 2020              | ISBN 978-88-349-0379-7      |
| 7  | 19 agosto 2020              | ISBN 978-4-09-850226-4      | 2 dicembre 2020             | ISBN 978-88-349-0418-3      |
| 8  | 18 marzo 2021               | ISBN 978-4-09-850482-4      | 4 agosto 2021               | ISBN 978-88-349-0726-9      |
| 9  | 18 ottobre 2021             | ISBN 978-4-09-850755-9      | 18 maggio 2022              | ISBN 978-88-349-0921-8      |
| 10 | 18 maggio 2022              | ISBN 978-4-09-851110-5      | 13 settembre 2023           | ISBN 978-88-349-2059-6      |
| 11 | 12 dicembre 2022            | ISBN 978-4-09-851447-2      | 30 aprile 2024              | ISBN 978-88-349-2501-0      |
| 12 | 18 agosto 2023              | ISBN 978-4-09-852671-0      | 25 settembre 2024           | ISBN 978-88-349-2945-2      |
| 13 | 12 marzo 2024               | ISBN 978-4-09-853151-6      | 22 gennaio 2025             | ISBN 978-88-349-3098-4      |
| 14 | 12 novembre 2024            | ISBN 978-4-09-853698-6      | 9 luglio 2025               | ISBN 978-88-349-3565-1      |
| 15 | 12 maggio 2025              | ISBN 978-4-09-854099-0      | —                           | —                           |

#### Persona 5: Mementos Mission
Un secondo adattamento manga disegnato da Rokuro Saitō, Persona 5: Mementos Mission (ペルソナ5 メメントスミッション?, Perusona Faibu: Mementosu Misshon), è stato serializzato sulla rivista Dengeki Maoh di ASCII Media Works tra il 26 ottobre 2018 e il 27 giugno 2020. Contrariamente al manga di Hisato Murasaki, Mementos Mission racconta avventure secondarie inedite sui Ladri Fantasma e sulle richieste dei Memento. Qui il protagonista adotta lo stesso nome della serie Persona 5 the Animation, Ren Amamiya. Il manga è tuttora inedito in Italia.
| Nº | Data di prima pubblicazione | Data di prima pubblicazione | Data di prima pubblicazione |
| Nº | Giapponese                  | Giapponese                  |                             |
| -- | --------------------------- | --------------------------- | --------------------------- |
| 1  | 25 febbraio 2019            | ISBN 978-4-04-912304-3      |                             |
| 2  | 27 marzo 2020               | ISBN 978-4-04-913118-5      |                             |
| 3  | 27 luglio 2020              | ISBN 978-4-04-913295-3      |                             |

### Anime

#### Persona 5 the Animation: The Day Breakers
Persona 5 the Animation: The Day Breakers (ペルソナ5 ジ・アニメーション ザ・デイ・ブレイカーズ?, Perusona Faibu Ji Animēshon: Za Dei Bureikāzu) è uno special televisivo animato promozionale prodotto da A-1 Pictures, diretto da Takaharu Ozaki e trasmesso il 3 settembre 2016 su Tokyo MX, per pubblicizzare l'imminente uscita del gioco. È un adattamento di una delle richieste dei Memento, "Ladri Fantasma VS ladri e basta", nel quale un ragazzo di nome Naoya Makigami chiede ai Ladri Fantasma di risvegliare il cuore di suo fratello Kazuya, capo di una banda di ladri di ristoranti, dal quale subisce costantemente violenze fisiche. Lo special si chiude con i Ladri Fantasma in procinto di entrare nel Palazzo di Kaneshiro. È tuttora inedito in Italia.

#### Persona 5 the Animation
Persona 5 the Animation (ペルソナ5 ジ・アニメーション?, Perusona Faibu: Ji Animēshon) è una serie televisiva anime prodotta da CloverWorks e diretta da Masashi Ishihama. La serie è andata in onda in Giappone per 26 episodi dall'8 aprile al 30 settembre 2018, chiudendosi con due special televisivi: il primo, Dark Sun... è andato in onda il 30 dicembre 2018, preceduto da un riassunto delle prime 26 puntate narrato dalla voce del protagonista, in questa serie chiamato Ren Amamiya. Il secondo, Stars and Ours, è andato in onda il 23 marzo 2019. Sono stati prodotti anche due OAV basati sulla serie: il primo, Proof of justice, esplora il rapporto tra Ren Amamiya e Goro Akechi, mentre il secondo, A Magical Valentine's Day, racconta la vita romantica di Ren con i vari personaggi femminili (in riferimento alle meccaniche social e dating sim del gioco). La serie è tuttora inedita in Italia.

### Trasposizione teatrale
Del videogioco è stata realizzata una trasposizione teatrale ufficiale, intitolata  Persona 5 The Stage, suddivisa in quattro spettacoli inscenati tra il 2019 e il 2023.

## Accoglienza
| Testata        | Versione | Giudizio |
| -------------- | -------- | -------- |
| Destructoid    | PS4      | 9/10     |
| Famitsū        | PS4      | 39/40    |
| Game Informer  | PS4      | 9.25/10  |
| GameSpot       | PS4      | 9/10     |
| IGN (USA)      | PS4      | 9.7/10   |
| IGN (ITA)      | PS4      | 9.6/10   |
| PSOM           | PS4      | 10/10    |
| Multiplayer.it | PS4      | 9.6/10   |
| SpazioGames.it | PS4      | 9.5/10   |

Fin dalla sua pubblicazione Persona 5 ha ricevuto molte recensioni da riviste e siti videoludici in tutto il mondo, nelle quali ha quasi ricevuto valutazioni e voti perfetti ed impeccabili. Elogiata in particolare la trama che, come per Persona 3 e Persona 4, rimane intricata, piena di situazioni ambigue, continui capovolgimenti di fronte, avvenimenti che si susseguono in maniera frenetica, che la rendono accattivante dall'inizio alla fine, e mai banale. Pur essendoci elementi più leggeri e allegri molto simili a quelli di Persona 4, vengono evidenziati ed elogiati, in particolare da Multiplayer.it, i toni cupi e tragici presenti in larghi tratti della storia (paragonati soprattutto a quelli nei Persona 2 e in Persona 3), e le tematiche scottanti ed attuali affrontate nel gioco, dell'oppressione nella società e il senso di ribellione dei Phantom Thieves. Altro elemento importante e lodato dai recensori è il fatto che il gioco è ambientato a Tokyo, permettendo, come affermato sul sito SpazioGames.it, ai giocatori anche non giapponesi di avere uno scorcio di vita e l'aspetto e la conformazione dei quartieri della capitale, tra elementi tradizionali e moderni.
Oltre la trama, numerosi ed entusiasti sono i commenti anche sulle meccaniche di gioco che, come per Persona 3 e Persona 4, permettono di creare un perfetto connubio tra lo stile JRPG dei combattimenti e le esplorazioni del Metaverso, e quello di simulatore di vita con le interazioni con gli altri personaggi e le numerose azioni e mansioni che si potranno svolgere mentre si cammina per le strade di Tokyo. Nello specifico vengono risaltate le numerose novità e modifiche, rispetto ai due titoli precedenti, nel sistema di combattimenti, nella conformazione e i simbolismi celati dietro i Palazzi e il Memento, nei rapporti del Protagonista con i Confidant, che assieme alla grafica di gran lunga migliorata e più innovativa, non solo migliorano l'esperienza di gioco, ma giovano anche alla longevità dello stesso.
Oltre che recensioni positive ed esaltanti, Persona 5 ha ottenuto anche importanti riconoscimenti come nelle categorie del Gold Prize e la User's Choice durante i PlayStation Award tenuti dalla Sony in Giappone nel dicembre 2016.
Le principali pecche e difetti di Persona 5 che sono stati sottolineati dai critici, in particolare dalle riviste e dai siti italiani, è il limite rappresentato dal fatto che questo, come tutti gli altri titoli della serie, è presente solo in lingua inglese, in cui molto presenti utilizzi di slang e termini del tipico linguaggio adolescenziale, e in lingua giapponese, creando qualche difficoltà per i giocatori che non parlano e non comprendono le due lingue nel seguire i numerosi dialoghi e vicende durante il gioco. Critiche ancor maggiori sono arrivate però sulla localizzazione del gioco, per cui la trasposizione di alcune parole e frasi dei dialoghi dal giapponese all'inglese è stata giudicata negativa.
Il 7 dicembre 2018 ai Game Awards 2018 è stata annunciata la presenza di Joker, protagonista del gioco, in Super Smash Bros. Ultimate come personaggio DLC il 17-18 aprile.
Attraverso un aggiornamento del gioco, si può usare Joker e verranno dati anche dei nuovi temi per il combattimento, ossia un'arena con la musica del gioco Persona 5 che il giocatore può scegliere di cambiare quando vuole e lasciare quello che preferisce. Il colore dello scenario cambia a seconda della musica riprodotta, che può provenire da Shin Megami Tensei: Persona 3, Shin Megami Tensei: Persona 4 o Persona 5.
A metà dicembre 2023 Persona 5, includendo gli spin-off Persona 5 Strikers e Persona 5 Tactica, ha superato le 10 milioni di copie vendute.